# Iris palaestina
El lirio palestino (Iris palaestina o Iris palestina; en árabe: سوسن فلسطيني, literalmente «lirio palestina, es una planta perenne bulbosa del género Iris y del subgénero Scorpiris.
Se publicó sobre esta planta por primera vez en Flora Orientalis de Pierre Edmond Boissier en julio de 1882. Originalmente se pensaba que era una variedad de Iris vartanii. Es similar en forma a la más conocida y decorativa Iris planifolia.
Iris palaestina es el nombre aceptado por la Real Sociedad de Horticultura. Ha sido usado como planta medicinal en el Oriente Medio para tratar infecciones urinarias mediante la infusión de sus hojas o sus rizomas en agua, similar al uso de la Iris pallida.

## Descripción
El lirio palestino tiene bulbos ovoides de 25-38 mm. Tiene una raíz corta, de aproximadamente 10-20 cm de alto. Tiene flores fragantes entre enero y febrero. Generalmente, tiene de una a tres flores por raíz. Las flores son de color gris o blanco verdoso. También pueden nacer de color blanco amarillento. Sin embargo, en el sur de Israel algunos especímenes tienen un leve matiz azul. Las flores tienen pétalos alados y caídos. La planta tiene un tubo de perianto de 8-18 cm de largo.
La mayoría de los especímenes tienen hasta seis hojas, las cuales miden 150 mm de alto cuando florea. Normalmente son de 1-2 cm de ancho en la base de la planta. Las hojas largas y estrechas tienen bordes ondulados y algunas tiras, y un delgado margen blanco. Normalmente son de color verde brillante, pero son lustrosas en la superficie. La planta tiene cápsulas oblongas y semillas sin arilos.

## Hábitat
El lirio palestino fue descubierto en Mesopotamia, en una parte de Siria. También se encuentra en Gaulanítide, en Galilea, en la costa mediterránea, en el monte Carmelo, en las montañas samaritanas, en el desierto samaritano; y en Batha en el Líbano.
Le gusta los suelos rocosos y abiertos con arenisca y a poca altura. Normalmente se encuentra en las costas, aunque también es común encontrarlo en los olivares.
Su rusticidad es de USDA Zona 4, así que no es muy rústico y generalmente no crece bien en el Reino Unido. Crece mejor en una maceta cubierta en un invernadero o en un huerto protegido. Debe mantenerse en una maceta con una composta drenada y fértil, y debe mantenerse sin regar durante el verano.

## Usos culturales
Se ha utilizado como planta medicinal en Oriente Medio para las infecciones del tracto urinario hirviendo las hojas o los rizomas en agua, de manera similar a como se hace con el Iris pallida .